# Йоганнис IV
Йоганнис IV (11 липня 1837 — 10 березня 1889) — негус Ефіопії з так званої Тиграйської династії.

## Біографія
Походив з феодального роду північної Ефіопії. Продовжив об'єднувальну політику імператора Теводроса II, але його стійкість у владі багато в чому залежала від лояльності расів регіонів Тиграй, Амхара та Шоа. У зовнішній політиці орієнтувався на англійців, які допомогли йому прийти до влади.
У 1875–1876 роках відбив напади єгиптян.
Надавав підтримку англо-єгипетській владі в Судані під час повстання магдістів на чолі з Мухаммадом Ахмадом. 1885 року це привело Ефіопію до війни з ними. 1887 суданські загони взяли та розграбували Гондер. Оскільки на мир з Суданом, запропонований Йоганнисом, магдісти наклали умови, що були неприйнятними для імператора (зокрема, араби вимагали, щоб він прийняв іслам), війна тривала. У березні 1889 року імператор очолив похід на магдістів. 9 березня сталась битва біля Метемми, під час якої Йоганнис IV загинув, а його війська відступили назад до Ефіопії. Араби відтяли голову негуса й виставили її насаджену на спис у своїй столиці Омдурмані.
Смертельно поранений Йоганнис IV встиг назвати своїм наступником раса Менгешу та оголосити, що той — його позашлюбний син; раніше вважалось, що Менгеша — його племінник. Законний син Йоганниса IV, Арайя Селассіє, який був його спадкоємцем, помер молодим, ще за життя батька. Однак через хаос у країні Менгеша не мав шансів заявити свої права на корону й імператором був проголошений правитель Шоа Менелік II. Менгеша залишився його почесним бранцем і помер 1906 року.